# Anna Sidorova
Anna Vladimirovna Sidorova (en ruso: А́нна Влади́мировна Си́дорова; Moscú, 6 de febrero de 1991) es una curler rusa. Actualmente es skip de su propio equipo en el World Curling Tour. Sidorova fue la skip del equipo ruso que ganó medallas de bronce en el Campeonato Mundial de Curling Femenino de 2014 a 2016 y la medalla de plata en el Campeonato Mundial de Curling Femenino de 2017.

## Carrera profesional
Como júnior, Sidorova representó a Rusia en cuatro Campeonatos Mundiales Júnior de Curling (2009, 2010, 2011 y 2012). Ganó la medalla de bronce como skip del equipo juvenil ruso en 2011 y 2012.
A la edad de 19 años, Sidorova fue nombrada tarde en el equipo olímpico ruso para los Juegos Olímpicos de Invierno de 2010 en Vancouver, Columbia Británica, Canadá, como la tercera del equipo. Originalmente Olga Jarkova fue nombrada para el equipo; sin embargo, Jarkova fue eliminada en el último minuto y Sidorova se incorporó al equipo. Para el quinto partido, contra EE. UU., y el sexto, contra Suiza, Sidorova reemplazó a Liudmila Privivkova como skip. También reemplazó a Privivkova en el octavo juego contra China, como skip. Sidorova se convirtió así en la skip más joven de los juegos, ya que la skip británica Eve Muirhead, que también tenía 19 años en ese momento, es diez meses mayor.
Además de jugar tercera en el equipo olímpico ruso, Sidorova también hizo de skip en su propio equipo en el World Curling Tour (con Olga Jarkova lanzando segundas piedras). Se unió al equipo de Privivkova en 2011. En 2012, Sidorova comenzó a hacer de skip del equipo, con Privivkova en tercera. El equipo ganó una medalla de oro en el Campeonato Europeo de Curling en 2012 con su nueva alineación.

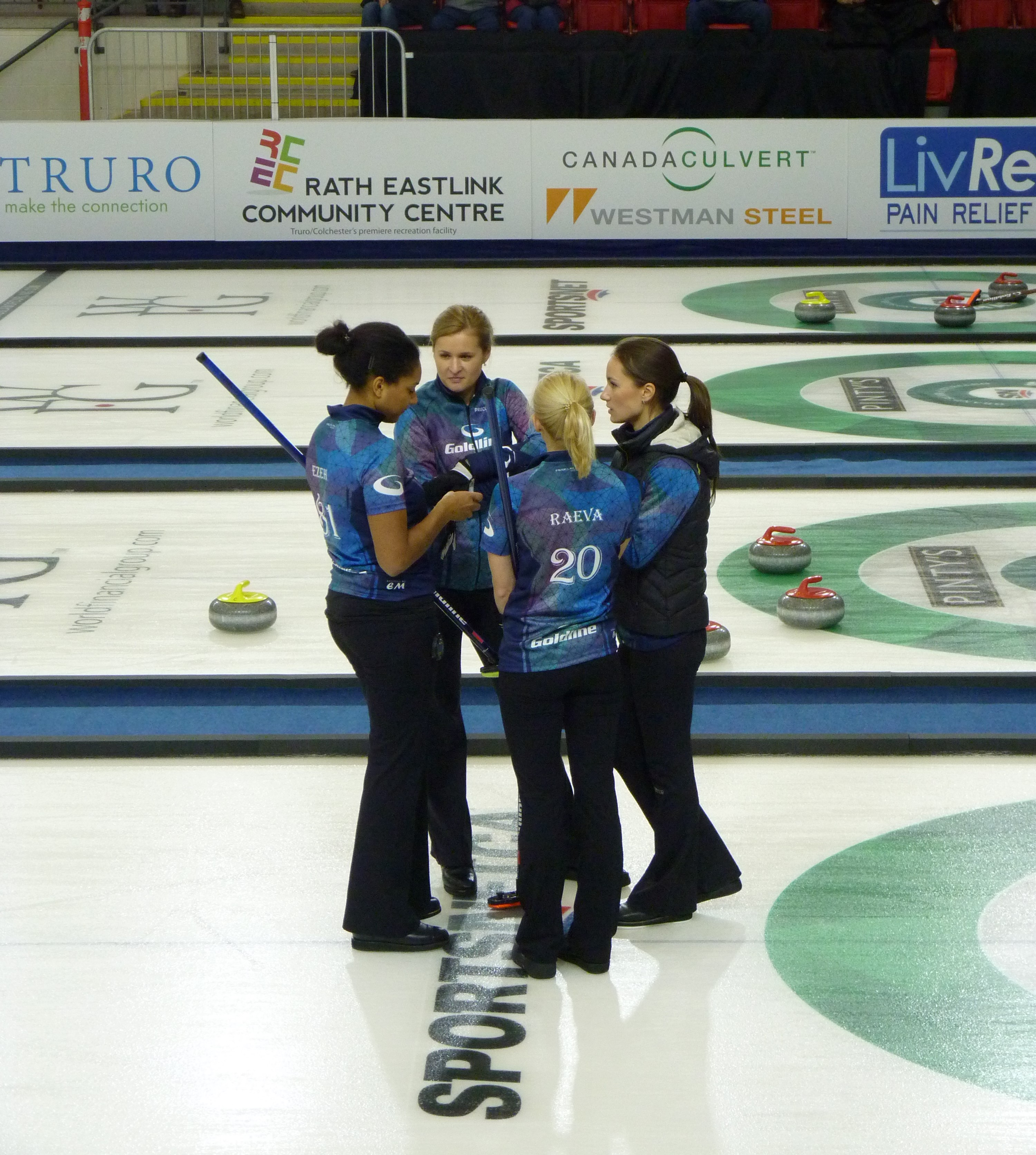
El equipo Sidorova en el evento Masters Grand Slam of Curling 2015 en Truro, Nueva Escocia.

Sidorova fue la skip del equipo de Rusia en los Juegos Olímpicos de Invierno de 2014 en Sochi, Rusia. Ella llevó al equipo a un noveno lugar, con un récord de 3-6. También fue skip del equipo de Rusia en el Campeonato Mundial de Curling Femenino de 2014 que se llevó a cabo del 15 al 23 de marzo en Saint John, Nuevo Brunswick, Canadá. Su equipo terminó el round robin con un récord de 8-3, ganando el tercer puesto en los playoffs. El equipo de Rusia perdió ante el equipo de Corea en el juego de playoffs 3 contra 4, pero en una revancha al día siguiente, Sidorova y sus compañeras de equipo derrotaron al equipo de Corea para ganar la medalla de bronce. Fue la primera medalla para Rusia en la historia del campeonato mundial femenino de curling.
Luego siguió con medallas de bronce en los campeonatos mundiales de curling femenino de 2015 y 2016, y mientras tanto, una medalla de oro en el Campeonato Europeo de Curling de 2015 . Estuvo a punto de jugar por el oro por primera vez en el Mundial de 2016, perdiendo ante el equipo de Japón en el último tiro de la semifinal. Después de derrotar a Chelsea Carey de Canadá por su tercer bronce consecutivo, habló de sentirse alentada por acercarse cada vez más al oro o la plata, y esperaba que 2017 y 2018 fueran sus años. Hizo su primera final del Campeonato Mundial en el Mundial de 2017, pero se conformó con la plata después de perder ante la canadiense Rachel Homan 8-3 en la final.
La pista de Sidorova se eligió inicialmente para representar a Rusia en los Juegos Olímpicos de Juegos Olímpicos de Invierno de 2018 en Pieonchang, Corea del Sur, pero el mal juego durante la temporada 2017-18 obligó a la Federación Rusa de Curling a realizar una prueba olímpica al mejor de siete contra la pista Victoria Moiseeva de San Petersburgo para ver quién representaría el equipo de «Atletas Olímpicos de Rusia» en los Juegos Olímpicos. Sidorova perdió la serie en cinco juegos.
Sidorova fue la suplente del equipo ruso en el Mundial 2018, donde el equipo ruso se llevaría a casa la medalla de bronce. Sidorova representó a Rusia en tres etapas de la Copa Mundial de Curling 2018-19 . En el partido de ida se fue 3-3, en el partido de vuelta se fue 4-2 y se perdió la final por un punto. En la Gran Final, se fue 4-2 una vez más y solo se perdió la final.
El equipo Sidorova comenzó la temporada 2019-20 en el Cameron's Brewing Oakville Fall Classic de 2019, donde perdió en el juego de clasificación. Luego jugaron en el Stu Sells Oakville Tankard, donde perdieron ante Anna Hasselborg en la final. Se perdieron los playoffs en la WCT Uiseong International Curling Cup inaugural antes de terminar en cuartos de final en el Women's Masters Basel. A pesar de sus primeros éxitos en la gira, el equipo Sidorova perdió la clasificación rusa para el Campeonato Europeo de Curling 2019 ante Alina Kovaleva en seis juegos. Sin embargo, cambiaron las cosas al mes siguiente en el Karuizawa International, donde lograron un invicto 7-0 durante todo el evento y derrotaron a Satsuki Fujisawa 5-4 en la final. También terminaron en semifinales en el Glynhill Ladies International y en cuartos de final en la International Bernese Ladies Cup . Su evento final de la temporada fue en el Evento de Clasificación Mundial Femenina de Rusia 2020, donde una vez más perderían ante la pista de Kovaleva en una serie al mejor de siete.
Sidorova y su equipo comenzaron la temporada abreviada 2020-21 en la Copa rusa de curling femenino de 2020, donde permanecieron invictos hasta la final, donde perdieron ante el equipo Kovaleva. En diciembre de 2020, el equipo Sidorova compitió en el campeonato nacional de 2020, ya que se había pospuesto debido a la pandemia de COVID-19. Allí, encabezaron el round robin con un récord de 8-1, derrotando a la pista de Kovaleva en su último sorteo de todos contra todos. Luego perdieron tanto el desempate de 1 contra 2 páginas como la final ante Kovaleva, y se conformaron con la plata. En abril de 2021, su equipo compitió en el campeonato nacional de 2021 donde perdieron en la final ante la pista Olga Jarkova. Sidorova terminó su temporada en el torneo de dobles mixtos WCT Arctic Cup 2021, donde compitió con Alexey Timofeev. La pareja terminó 2-2 en el round robin, lo que no fue suficiente para avanzar a los playoffs.

## Vida personal
Fue patinadora artística hasta los 13 años, cuando una lesión en la pierna la obligó a abandonar el deporte. En ese momento, se dedicó al curling. Sidorova era estudiante en 2016.

## Récord de Grand Slam
La pista rusa de Sidorova tuvo una temporada de Grand Slam bastante exitosa en 2012-13, llegando hasta las semifinales en el Colonial Square Ladies Classic de 2012. Llegó a su primera final de Grand Slam en el Campeonato de Jugadores de 2015, perdiendo ante Eve Muirhead.